# Goodbye Psychedelic 2009
굿바이 사이키델릭 2009(Goodbye Psychedelic 2009)는 2009년 12월 26일, 구로아트밸리 예술극장에서 열린 록밴드 국카스텐의 두 번째 단독 공연이다.

## 세트리스트
- 1부

1. Intro
2. 붉은 밭
3. Violet Wand
4. 미로
5. Faust
6. Toddle
7. 지렁이 (Acoustic Ver.)
8. Vitriol

- 게스트 공연 (오지은, 한음파)

1. 오지은 - 진공의 밤
2. 오지은 - 날 사랑하는게 아니고
3. 한음파 - 200만 광년으로부터의 5호 계획
4. 한음파 - Sleep In
5. 한음파 - 참회

- 2부

1. Rafflesia (feat.이정훈 From 한음파)
2. 매니큐어
3. Limbo
4. Gavial (feat.오지은)
5. 깃털
6. 거울
7. Sink Hole
8. 꼬리
9. Mandrake (앵콜)
10. 나침반 (앵콜)